# Pistolet Kahr K9
Kahr K9 – amerykański, kompaktowy pistolet samopowtarzalny produkowany przez firmę Kahr Arms. Jest to małogabarytowa broń przeznaczona do przenoszenia w ukryciu i samoobrony. Z tego powodu przy jej konstruowaniu dużą uwagę przyłożono do minimalizacji wymiarów broni.
Kahr K9 jest bronią samopowtarzalną, działającą na zasadzie krótkiego odrzutu lufy. Ryglowanie poprzez przekoszenie lufy. Dolny występ z nerkowatym otworem którego współpraca z osią zaczepu zamka powoduje zaryglowanie i odryglowanie zamka jest asymetryczny, umieszczony po lewej stronie lufy (rozwiązanie opatentowane przez firmę Kahr). Dzięki temu możliwe było umieszczenie spustu obok, a nie jak w innych konstrukcjach pod występem. Umożliwiło to zmniejszenie wysokości osi lufy nad chwytem, a dzięki temu podrzutu broni. Mechanizm spustowo-uderzeniowy bijnikowy, z wyłącznym samonapinaniem (DAO). Pistolet nie posiada bezpiecznika nastawnego, a jedynym bezpiecznikiem jest samoczynna wewnętrzna blokada bijnika zwalniana podczas ściągania spustu. Pistolet zasilany jest z magazynków pudełkowych o pojemności siedmiu naboi, ósmy nabój może być bezpiecznie przenoszony w lufie. Przyrządy celownicze otwarte, składają się z muszki i szczerbinki.